# بتينو كراكسي
بنديتو "بيتينو" كراكسي (بالإيطالية: Benedetto "Bettino" Craxi؛ 24 فبراير 1934 – 19 يناير 2000)، سياسي ورجل دولة إيطالي، تولّى زعامة الحزب الاشتراكي الإيطالي من عام 1976 حتى عام 1993، وشغل منصب رئيس وزراء إيطاليا الخامس والأربعين من عام 1983 حتى 1987. يُعد أول عضو في الحزب الاشتراكي الإيطالي يتولى رئاسة الحكومة، وثاني رئيس وزراء من حزب اشتراكي في تاريخ البلاد. قاد كراكسي ثالث أطول حكومة عمرًا في الجمهورية الإيطالية، ويُعد من أبرز الشخصيات السياسية وأكثرها نفوذًا في حقبة "الجمهورية الأولى" في إيطاليا.
تورط كراكسي في التحقيقات التي أجراها القضاة ضمن حملة "ماني بوليته" (الأيادي النظيفة) في ميلانو، وأدين لاحقًا بتهم فساد سياسي وتمويل غير مشروع للحزب الاشتراكي. ورغم إنكاره تهم الفساد، أقرّ كراكسي بتلقي تمويل غير قانوني، مبررًا ذلك بالحاجة إلى تمويل النشاطات السياسية المكلفة، لا سيما وأن حزبه كان أقل موارد مالية من حزبي الديمقراطية المسيحية والحزب الشيوعي الإيطالي. حظيت حكومة كراكسي وحزبه بدعم رجل الإعلام وصديقه الشخصي سيلفيو برلوسكوني، الذي أصبح لاحقًا رئيسًا للوزراء.
حافظ كراكسي على علاقات قوية مع عدد من زعماء اليسار في أوروبا الغربية، مثل فرانسوا ميتران، فيليبي غونثاليث، أندرياس باباندريو، وماريو سوارِش، وكان من أبرز ممثلي التيار الاشتراكي الأوروبي الغربي. وقد نال تأييدًا واسعًا من مؤيديه بسبب سياساته الخارجية الحازمة، والتي كثيرًا ما أدّت إلى صدامات مع الولايات المتحدة، خصوصًا بشأن القضايا المتعلقة بالأراضي الفلسطينية، والإرهاب، وعلاقاته الوثيقة مع حكومات اشتراكية عربية.

غالبًا ما كان خصومه يلقبونه بـ"الخنزير البري الكبير" (بالإيطالية: il Cinghialone)، في إشارة إلى بنيته الجسدية الضخمة. وقد أطلق عليه هذا اللقب زميله وخصمه في آنٍ واحد زعيم حزب الديمقراطية المسيحية جوليو أندريوتي.

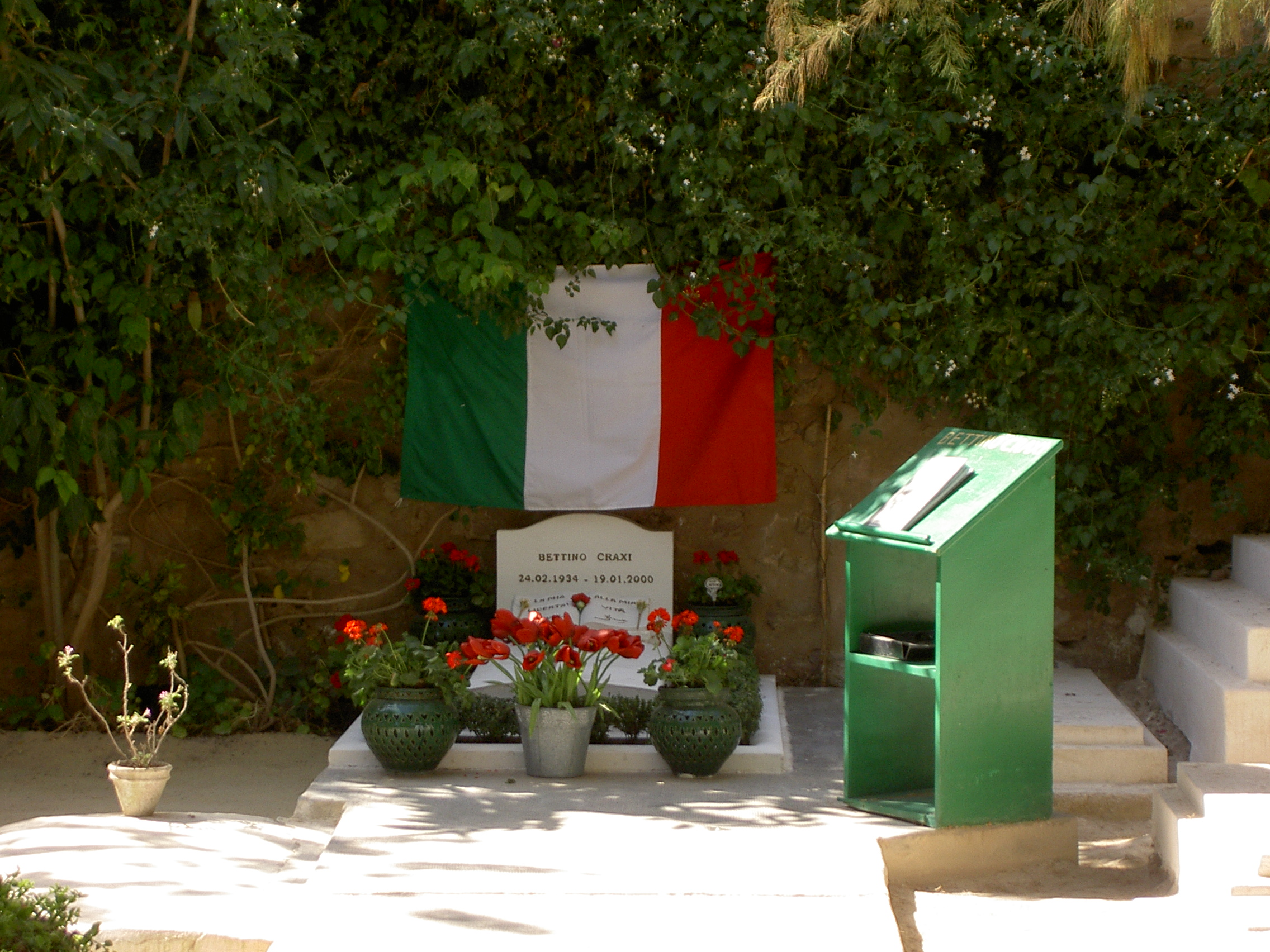
قبر بتينو كراكسي بالحمامات (تونس)

## روابط خارجية
- بتينو كراكسي على موقع الموسوعة البريطانية (الإنجليزية)
- بتينو كراكسي على موقع مونزينجر (الألمانية)
- بتينو كراكسي على موقع إن إن دي بي (الإنجليزية)

### وصلات خارجية
- إشادة برعاية الرئيس زين العابدين بن علي لرئيس الحكومة الإيطالية الأسبق بتينو كراكسي على موقع أخبار تونس.
- (بالإيطالية) الموقع الرسمي لمؤسسة كراكسي.